# Atya vára
Atya vára (horvátul: Šarengrad) egy várrom Atyán a falu nyugati szélén, Horvátországban. 

## Fekvése
Atya falu nyugati szélén a Duna jobb partján emelkedő magaslaton áll.

## Története
Atya várát a 14. század közepén Kükei „Szár” László nyitrai ispán építtette, már 1403 előtt várnagyai voltak. Később hűtlenség vádjával a király a Kükeieket birtokukból kivetette. 1398-ban Zsigmond király Maróti János bánnak adta. 1470-ben a Maróti család kihalt, ettől kezdve birtokosai cserélődtek. 1507-ben a Geréb testvérek birtokába került. 1526 augusztusának elején foglalták el a törökök, és csak 1686-ban szabadult fel. A törökdúlás évszázadait csak egy nagyobb torony, valamint a körítőfalak romjai élték túl.

## A vár mai állapota
Atya várát a Duna felett emelkedő meredek falú magaslatra építették. 1405-ban már castellumként említik, akkor Maróti János macsói bán birtoka volt. 1526-ban elfoglalta a török. A török távozása után romokban hevert. Déli részén fennmaradtak egy négyszögletes torony maradványai, melynek földszintjén dongaboltozatos, míg emeletén gótikus bordás boltozatú helyiség található. A tornyon nagy ablaknyílások voltak. A toronytól északi irányban falmaradványok láthatók. A vár téglából épült és védőárok veszi körül. Egyike azon kevés fennmaradt középkori váraknak, amelyek a Duna mentén helyezkednek el.

## Galéria
- Kilátás a várból